# Rousínov (Kozmice)
Rousínov (Duits: Rosina) is een Tsjechische plaats in de gemeente Kozmice, regio Midden-Bohemen, en maakt deel uit van het district Benešov. Het dorp ligt op ongeveer 1 kilometer afstand van Kozmice en op zo'n 10 kilometer afstand van de stad Benešov.
Rousínov telt 25 inwoners (2021).

## Geschiedenis
De eerste schriftelijke vermelding van het dorp dateert van 1554.
In 1850 werd Rousínov, samen met Kozmice, ingedeeld bij het district Benešov.

## Verkeer en vervoer

### Autowegen
Er leidt een regionale weg naar het dorp.

### Spoorlijnen
Er is geen station in Rousínov. Het dichtstbijzijnde station is in Benešov, op zo'n 11 kilometer afstand. Dat station ligt aan de spoorlijn Praag - Benešov - Trhový Štěpánov.

### Buslijnen
Er is geen bushalte in het dorp. De dichtstbijzijnde bushalte is in Kozmice.

## Galerij

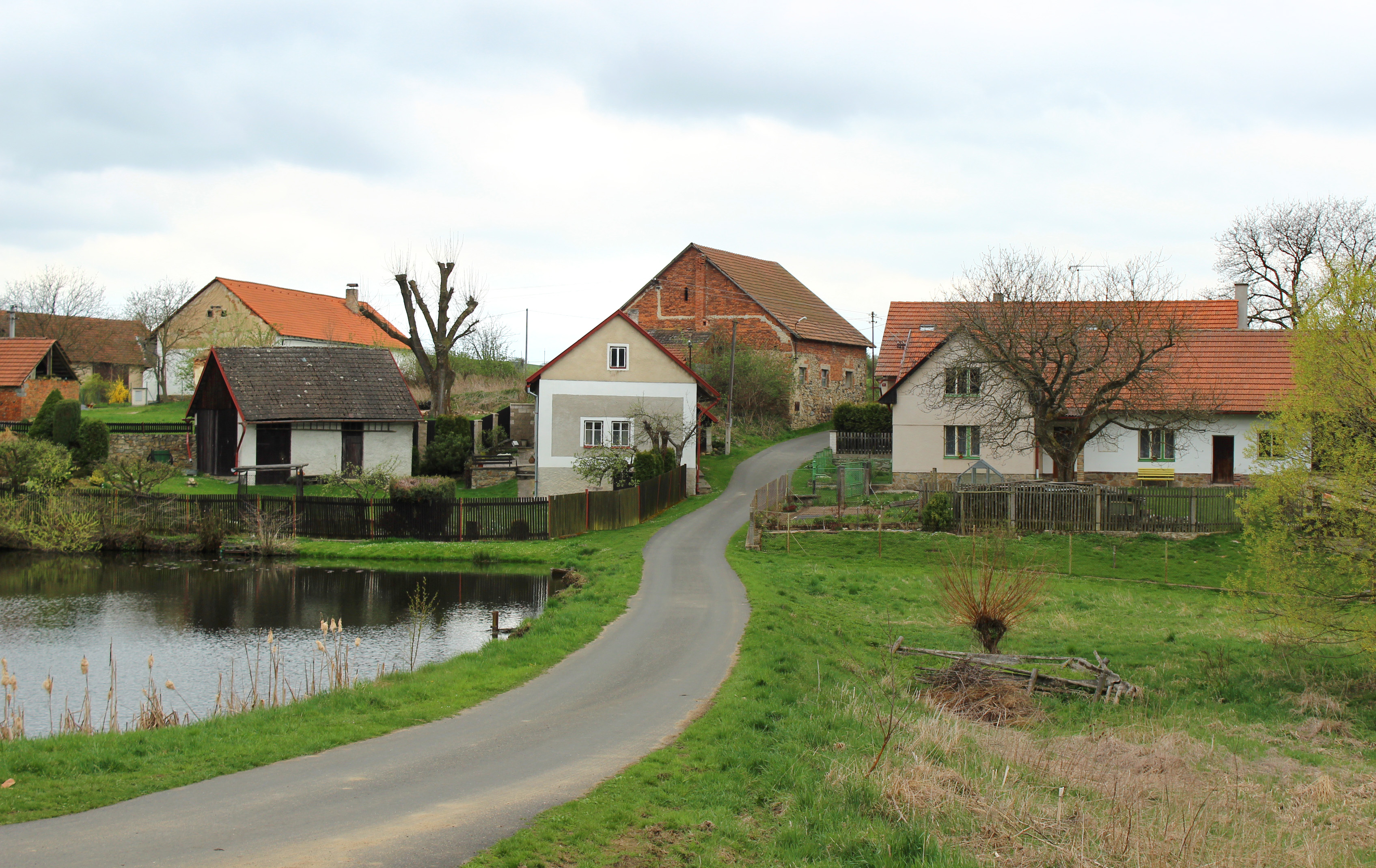
Huizen aan de oostkant (2014)
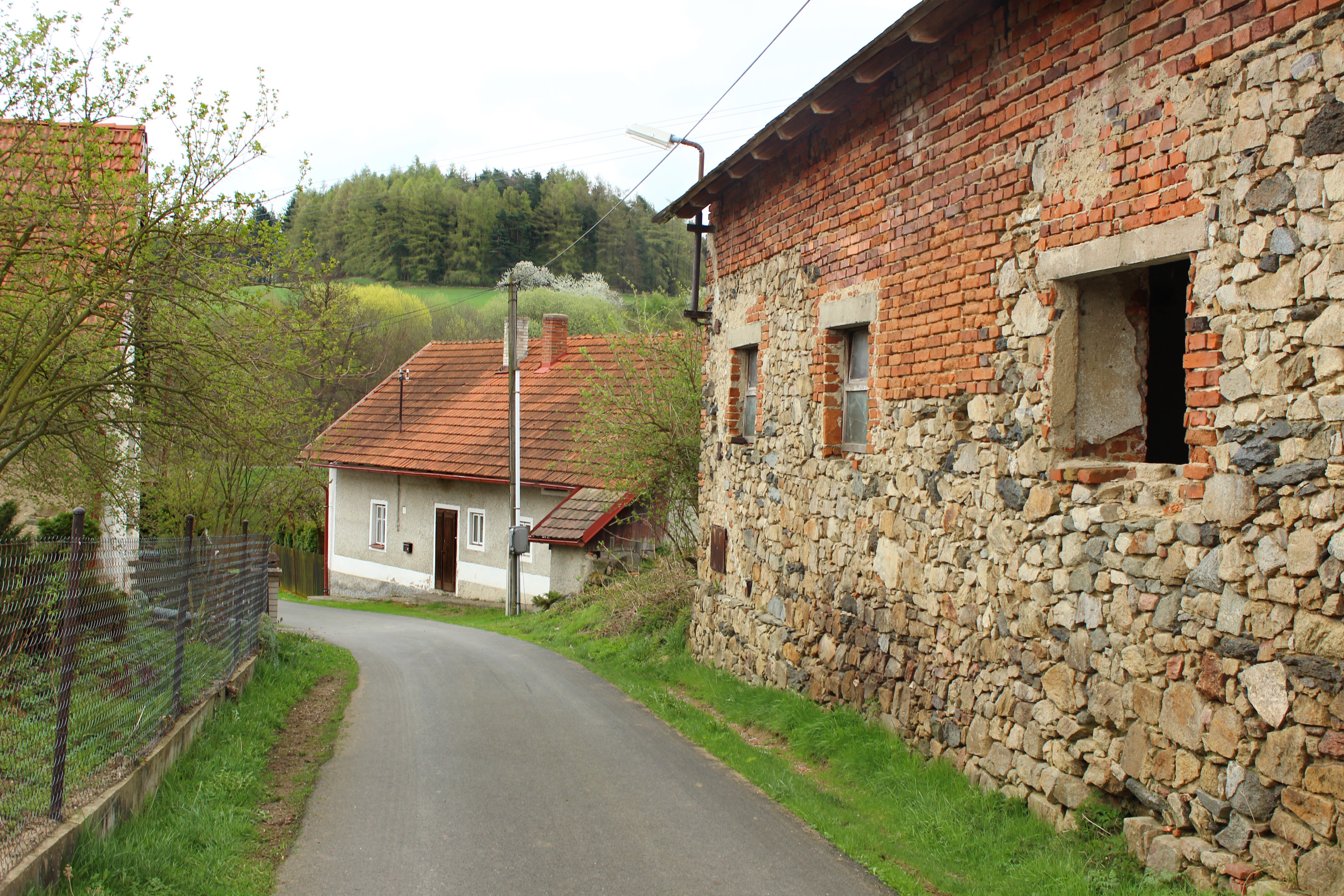
Zijstraat in het dorp (2014)
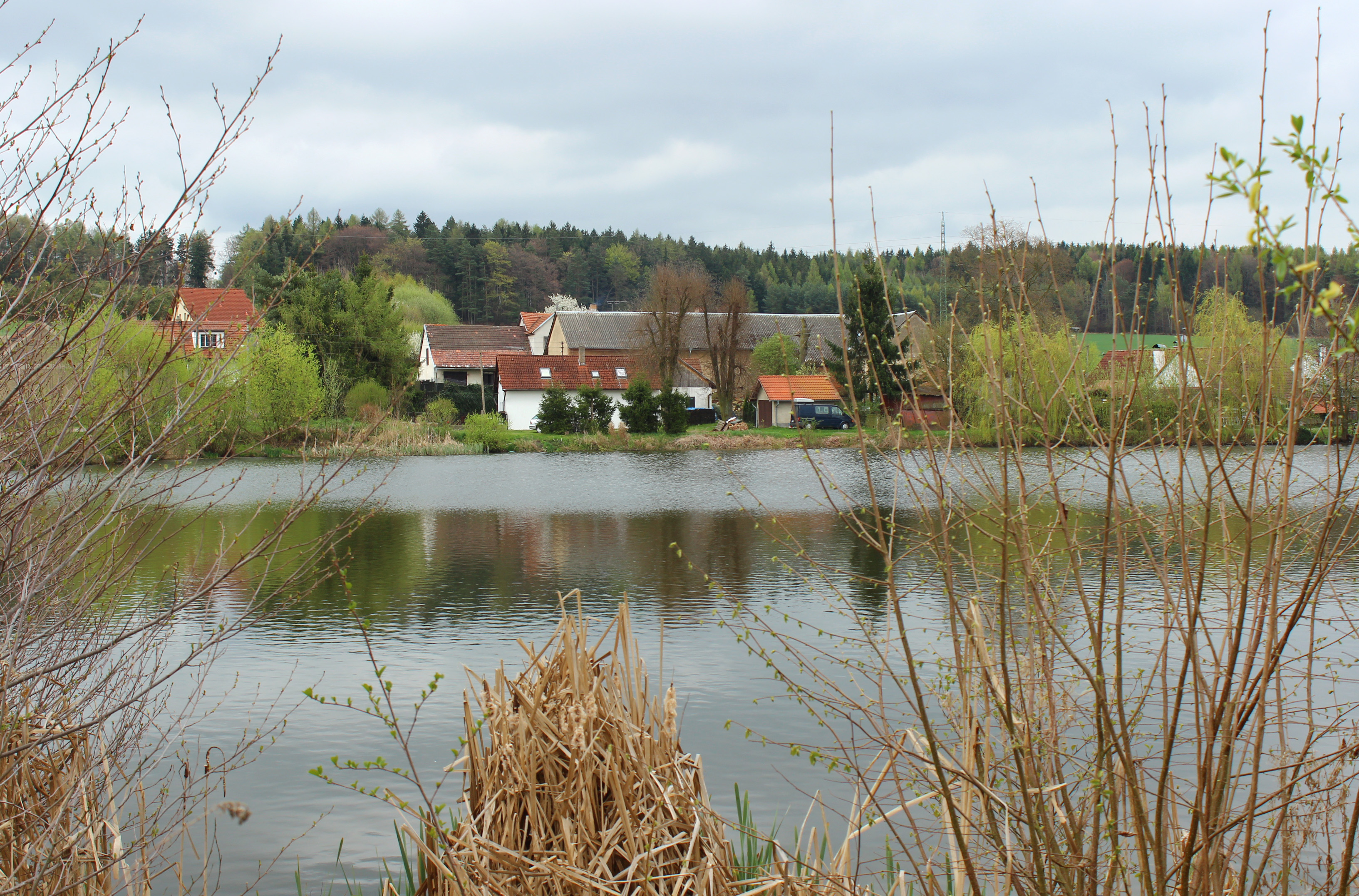
Dorpsvijver (2014)
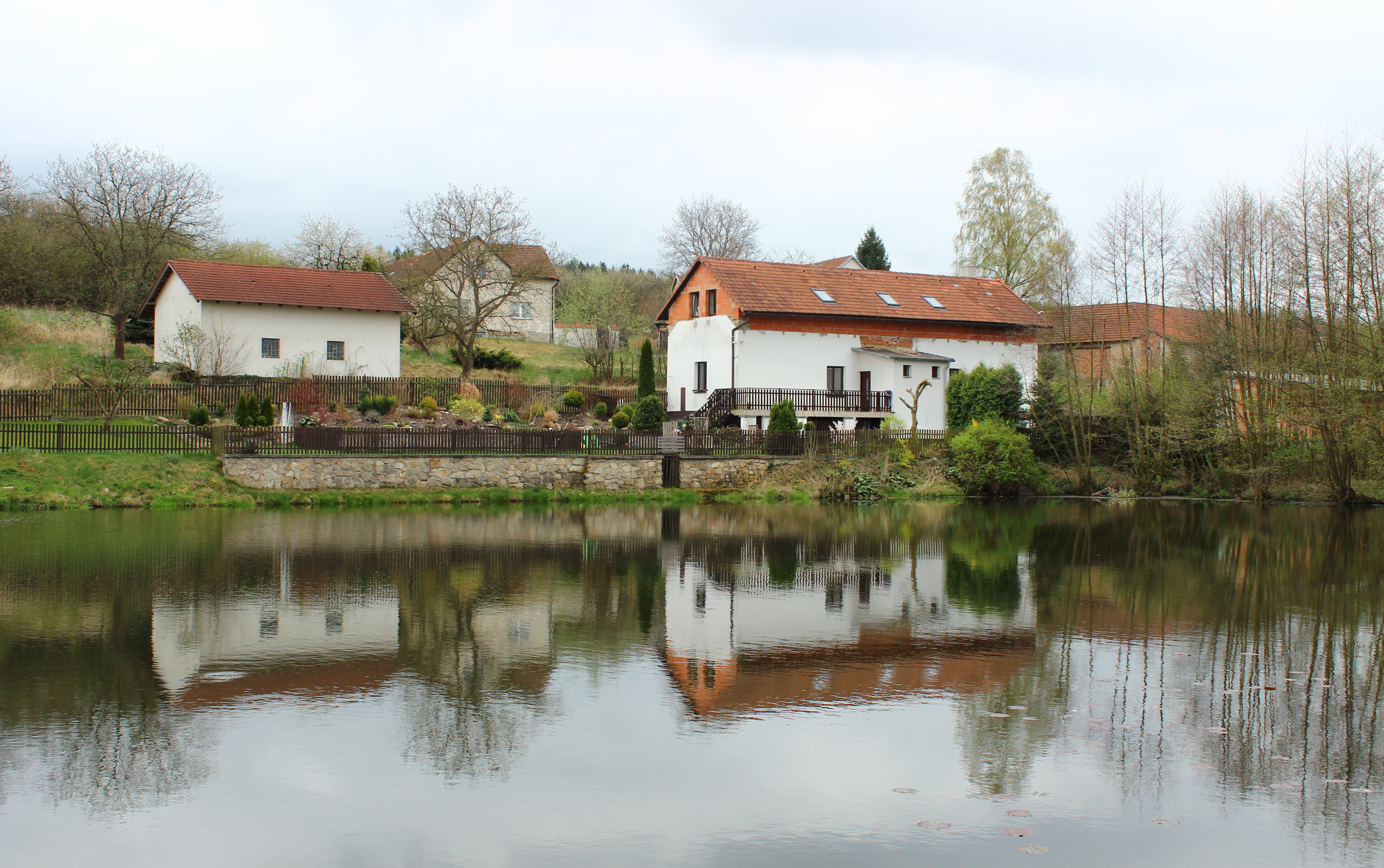
Huizen aan de dorpsvijver (2014)
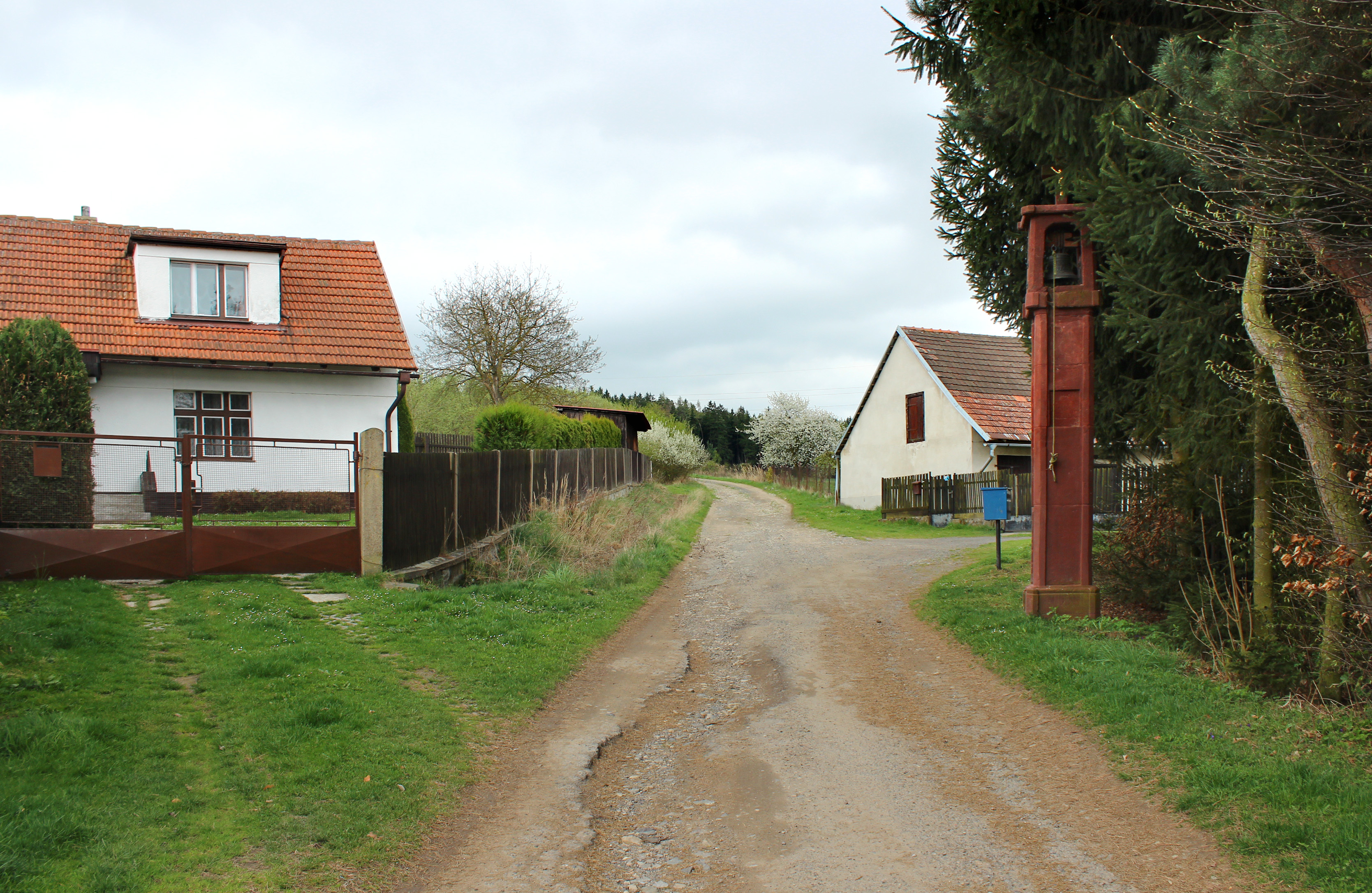
Huizen aan de zuidkant (2014)
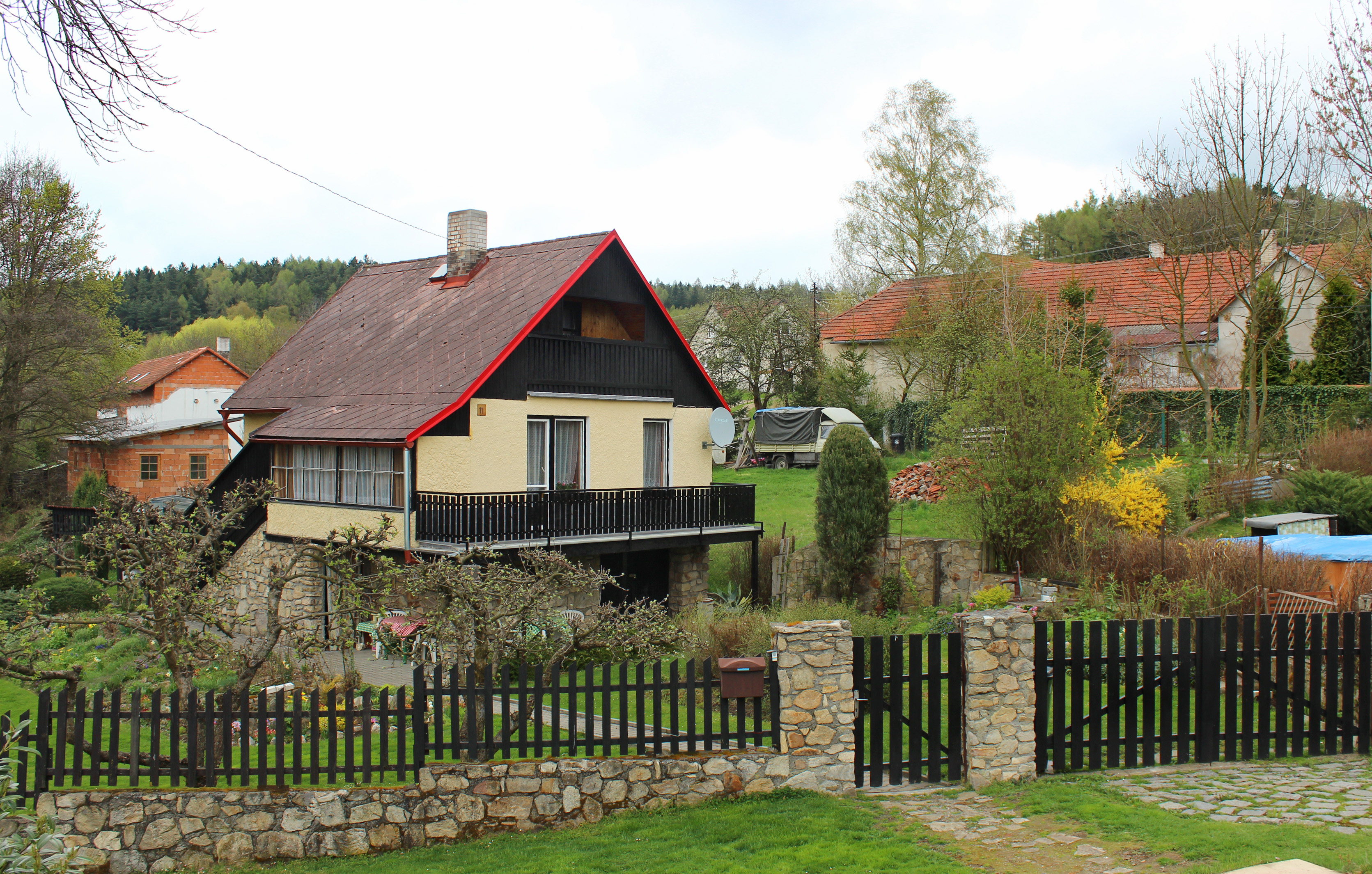
Huis in het dorp (2014)